# Ат-Таї (футбольний клуб)

Старий логотип клубу

Спортивний клуб «Ат-Таї» або просто «Ат-Таї» (араб. نادي الطائي السعودي) — саудівський футбольний клуб з міста Хаїль, який виступає в Першому дивізіоні чемпіонату Саудівської Аравії. Заснований в 1937 році і досі є єдиним клубом у своєму місті. Домашні матчі проводить на стадіоні ім. принца Абдулазіза бін Мусаїда, який вміщує 20 000 глядачів і розташованому в місті Хаїль. Протягом своєї історії клуб 1 раз доходив до фіналу Кубку наслідного принца Саудівської Аравії.

## Історія
Клуб був створений в 1937 році, найвищого досягнення в історії домігся в рік свого 60-річчя, у 1997 році, коли дійшов до фіналу Кубку наслідного принца Саудівської Аравії. За підсумками сезону 2007/08 років Ат-Таї зайняв передостаннє, 11-те місце в Прем'єр-лізі, у результаті чого її покинув і продовжив свої виступи у другому ешелоні саудівського футболу, де виступає й дотепер.

## Досягнення
- Перший дивізіон чемпіонату Саудівської Аравії з футболу:
  -  Чемпіон (3): 1984/85, 1994/95, 2000/01

- Кубок наслідного принца Саудівської Аравії:
  -  Фіналіст (1): 1996/97

## Відомі гравці
- Мухаммад Ад-Даайя
- Аккал Салахеддін